# Hydropsyche salki
Hydropsyche salki là một loài Trichoptera trong họ Hydropsychidae. Chúng phân bố ở miền Australasia.